# Сычавка
Сычавка (укр. Сичавка) — село, относится к Лиманскому району Одесской области Украины.
Население по переписи 2001 года составляло 1722 человека. Почтовый индекс — 67555. Телефонный код — 4855. Занимает площадь 3,25 км². Код КОАТУУ — 5122785801.

## Местный совет
67555, Одесская обл., Лиманский р-н, с. Сычавка, ул. Цветаева, 1